# Бабине царство (фільм)
«Бабине царство» (рос. «Бабье царство») — радянський художній фільм 1967 року режисера Олексія Салтикова.

## Сюжет
Фільм про село, його щирих і відкритих мешканців, про любов до людини і землі. Це історія про просту колгоспницю, яка очолила жінок села в роки війни і пройшла з ними весь жах німецької окупації, що позбавила її сина, чоловіка і рідного дому…

## У ролях
- Римма Маркова —  Надія Петрівна
- Ніна Сазонова —  Анна Сергіївна
- Світлана Жгун —  Настя
- Олександра Дорохіна —  дружина Жана, Марина
- Валентина Столбова —  дружина Василя, Софія
- Варвара Попова —  Комариха
- Світлана Суховєй —  Дуняша Носкова
- Анатолій Кузнецов —  Жан Петриченко
- Петро Чернов —  інструктор райкому партії, Павло Якушев
- Юхим Копелян —  фашистський комендант, Каспар
- Олександр Грузинський —  старий-садівник
- Борис Кудрявцев —  староста
- Федір Одиноков —  Василь
- Віталій Соломін —  Костя Лубенцов
- Олександр Граве —  завмаг
- Дмитро Шутов —  Матвій Гнатович
- Галина Соколова —  Хімка Петріченкова
- Валентина Березуцька —  Мотря
- Олексій Криченков —  син Надії Петрівни, Коля
- Микола Юдін —  Баришок
- Павло Тимченко —  районний начальник
- Леонід Відавський —  Криченков
- Роберт Дагліш —  перекладач
- Ервін Кнаусмюллер —  німецький єфрейтор
- Ансіс Крейцбергс —  німецький солдат
- Леонід Іудов —  німець
- Вільгельм Косач —  епізод
- Тамара Трушина —  Марфа Петрівна Кізяєва
- Т. Кононова —  епізод
- П. Кузнецова —  епізод
- Ірина Азер —  епізод

## Знімальна група
- Автор сценарію: Юрій Нагібін
- Режисер-постановник:  Олексій Салтиков
- Оператор: Геннадій Цекавий,  Віктор Якушев
- Художник: Євген Свідєтєлєв
- Композитор:  Андрій Ешпай